# Ypsilon Lake Trail
L'Ypsilon Lake Trail est un sentier de randonnée américain dans le comté de Larimer, au Colorado. Il permet d'atteindre le lac Ypsilon, auquel son nom renvoie. Protégé au sein du parc national de Rocky Mountain, il est lui-même inscrit au Registre national des lieux historiques depuis le 5 mars 2008.